# Scopula anaitaria
Scopula anaitaria är en fjärilsart som beskrevs av Louis Beethoven Prout 1922. Scopula anaitaria ingår i släktet Scopula och familjen mätare. Inga underarter finns listade.